# مزار خسروجرد
مزار خسروجرد یک منطقهٔ مسکونی در ایران است که در دهستان قصبه غربی واقع شده‌است.